# نهر بيروت
نهر بيروت المعروف عند الأقدمين بنهر ماغوراس Magoras له رافدان ينبع أحدهما من نبع العرعار فوق قرية بعبدات في المتن الشمالي وجرت مياه قديما إلى قناطر زبيدة من أجل تزويد بيروت بالمياه. والآخر ينبع من نبع حماتا ويستمد مياهه أيضا من الأمطار الساقطة فوق السفوح الغربية لجبل الكنيسة وجبل صنين ويتشكل النهر من التقاء الرافدين قرب بيت مري ويجري ليصب في البحر الأبيض المتوسط على الشاطئ الشمالي لبيروت. يبلغ طوله 29 كم ومساحة حوضه 320 كم مربع.